# Форбс, Джордж, 7-й граф Гранард
Джордж Артур Гастингс Форбс, 7-й граф Гранард (англ. George Forbes, 7th Earl of Granard; 5 августа 1833 — 25 августа 1889) — ирландский пэр и военный. Он носил титул учтивости — виконт Форбс с 1836 по 1837 год.

## Происхождение и образование
Родился 5 августа 1833 года. Старший сын генерал-майора Джорджа Форбса, виконта Форбса (1785—1836), и его жены, виконтессы Форбс (урожденной Фрэнсис Мэри Территт) (? — 1877). От второго брака его матери с Томасом Ньюджентом Воаном у него была младшая сводная сестра Анджела Фрэнсис Мэри Воган (? — 1935), которая вышла замуж за сэра Фредерика Фицвайграма, 4-го баронета. Он получил образование в Итонском колледже.
9 июня 1837 года после смерти своего деда Джорджа Форбса, 6-го графа Гранарда (1760—1837), Джордж Форбс унаследовал титулы 7-го графа Гранарда (Пэрство Ирландии), 2-го барона Гранарда из Касл-Даннингтона в графстве Лестершир (Пэрство Соединённого королевства), 8-го баронета Форбса из замка Форбс в графстве Лонгфорд (Ирландия), 7-го виконта Гранарда из графства Лонгфорда (Пэрство Ирландии) и 7-го барона Клэнхью в графстве Лонгфорд (Пэрство Ирландии), заняв своё место в Палате лордов Великобритании.
Ему принадлежала 21 000 акров земли в графствах Лонгфорд, Литрим и Уэксфорд.

## Карьера
Лорд Гранард стал подполковником-комендантом 9-го батальона стрелковой бригады и был назначен почетным полковником ополчения Уэстмит в мае 1878 года. В 1857 году он был удостоен звания рыцаря Святого Патрика.
Президент Британской ассоциации Суверенного военного Мальтийского ордена в 1875—1889 годах, кавалер Большого креста Папского ордена Святого Григория Великого, член Сената Королевского университета Ирландии. Лорд и леди Гранар перешли в римско-католическую веру в 1869 году.

## Семья
Лорд Гранард был дважды женат. 2 июня 1858 года он женился первым браком на Джейн Колклаф Гроган Морган (? — 22 января 1872), дочери Гамильтона Нокса Грогана Моргана. Дети от первого брака:
- Леди Аделаида Джейн Фрэнсис Форбс (21 августа 1860 — 18 ноября 1942), в 1880 году она вышла замуж за лорда Мориса Фицджеральда (1852—1901).
- Леди София Мария Элизабет Форбс (21 января 1862 — 7 ноября 1942), в 1885 году она вышла замуж за сэра Генри Грэттан-Беллью, 3-го баронета (1860—1942).

4 сентября 1873 года лорд Гранард женился вторым браком на достопочтенной Фрэнсис Мэри Петре (ок. 1846 — 25 мая 1920), дочери Уильяма Петре, 12-го барона Петре (1817—1884), и Мэри Терезы Клиффорд. Дети от второго брака:
- Леди Маргарет Мэри Тереза Форбс (? — 19 мая 1965), она вышла замуж за капитана достопочтенного Джорджа Сэвила, сына Джона Сэвила, 4-го графа Мексборо
- Бернард Артур Уильям Патрик Гастингс Форбс, 8-й граф Гранар (1874—1948), старший сын и преемник отца.
- Достопочтенный Фергус Реджинальд Джордж Форбс (20 января 1876 — 18 февраля 1876)
- Капитан Достопочтенный Реджинальд Джордж Бенедикт Форбс (25 июня 1877 — 20 мая 1908)
- Леди Ева Мэри Маргарет Форбс (25 июня 1877—1968)
- Полковник Достопочтенный Дональд Александр Форбс (3 сентября 1880 — 2 августа 1938), женился на Мэри Дорин Лоусон
- Подполковник Достопочтенный Бертрам Алоизиус Форбс (26 мая 1882 — 5 августа 1960)
- Капитан Достопочтенный Фергус Джордж Артур Форбс (26 мая 1882 — 23 августа 1914), погиб в Первой мировой войне.

Лорд Гранард скончался 25 августа 1889 года в возрасте 56 лет.